# 津山箔合紙
津山箔合紙（つやまはくあいし）とは岡山県津山市横野地区（上横野・下横野）で作られている三椏（みつまた）を原料とした手漉き和紙。岡山県の伝統工芸品である。

## 沿革
欽明天皇16年（555）に吉備五郡（岡山県北津山地方）に白猪屯倉（しらいのみやけ）が置かれ、住民の戸籍や田籍をつくるのに紙がつくられ始めたといわれている。

## 特徴
薄くかさばらず、表面がなめらかで、金箔を傷つけることがない。やや赤みを帯びて光沢があり、金箔や銀箔の保存保護のために使われる。古文書の修復にも使われ、銅版画用に海外へ輸出される。

## 製造方法
三椏のみを原料として、繊維を柔らかくするため石灰で煮込み灰炊きにて処理し、ねり剤に「トロロアオイ」を使用する。自然色(未晒)にて漉きあげ、1枚1枚板干しにて仕上げる。